# Lilla Marktappen
Lilla Marktappen är en sjö i Smedjebackens kommun i Dalarna och ingår i Norrströms huvudavrinningsområde.